# Branko Vivod
Branko Vivod, slovenski atlet, * 15. maj 1944, Velika Mislinja.

## Otroštvo in mladost
Rodil se je 15. maja 1944 v Veliki Mislinji kot drugi otrok Judite, rojene Koprivnikar, in Jožeta Vivoda. 
Oče je živel v Sv. Florjanu pri Mislinji in delal na železnici. Kot mlad fant je srečal šiviljo Judito; preskočile so iskrice... Prvi skupni dom sta si ustvarila v Mariboru; leta 1935 se jima je rodila hči Marijana. V času II. svetovne vojne so se Vivodovi preselili k Juditinemu očetu v Veliko mislinjo, kjer se je rodil Branko. Ker Nemci niso dovolili slovenskih imen, ima v rojstem listu napisano ime Franc, krščen pa je bil za Branka.
Branko se spominja, da mu je mama pripovedovala, kako nevaren je bili čas vojne. Ker je bil stric partizan, so v hišo večkrat prihajali partizani in se tam odpočili in najedli, nemalokrat pa tudi nemški vojaki, ki so iskali partizane. Ko so med hajko iskali partizane, ga je nekoč nemški vojak vzel v naročje in rekel, da ima tudi sam doma takšnega dojenčka; na dedovi domačiji so malega Branka pestovali partizani in Nemci.
Po vojni se je oče zaposlil na žagi v Mislinji; družina se je preselila v Krušičevo domačijo v Šentilj nad Turjakom. Tam je Branko - navihan otrok, ki je ves čas moral nekaj početi, preživljal skromno, a srečno otroštvo.

## Šolanje in poklic
Leta 1951 je začel obiskovati osnovno šolo Šentilj pod Turjakom, ki je bila tedaj sedemletka.  
V času druge svetovne vojne je bila do tal porušena: ker so nemške oblasti želele povsem ponemčiti domače otroke in so odpustili vse slovenske učitelje, so jo borci Zidanškove brigade v noči s 1. na 2. maj 1944 zažgali. Ko so po vojni na novo uvedli pouk, so ga najprej izvajali v župnišču, v šolskem letu 1951/1952  pa so dobili prostore v Rozmanovi hiši. Vivod se spominja, da so šolske prostore uredili v Rozmanovih svinjakih. Kasneje se je šola preimenovala v OŠ Mislinja in postla osemletka.
Branko je rad zahajal v šolo, saj je imel tam veliko prijateljev. Spominja se, da ni imel posebno rad matematike, čeprav mu je šla dokaj dobro. Največ težav je imel pri angleščini. Bil je mnenja, da ga je imela prva učiteljica na piki, ker prihajal iz revne družine. Bil je oblečen skromno, imel je tudi le ene čevlje in v šolo pogosto prihajal v coklah. Čeprav je imel dotedaj ves čas slabe ocene, mu je nova učiteljica - ki se mu je v primerjavi s prejšnjo zdela kot angel - pred koncem šolskega leta dala še eno priložnosat, da popravi oceno. Spominja se, da sejeves konec tedna učil angleščino, saj je čutil, da bi mu učiteljica rada pomagala in v ponedeljek je znal vse, kar ga je učiteljica vprašala. Sošolci in učiteljica so bili prijetno presenečeni, Branku pa je učenje angleščine - in kasneje tudi drugih jezikov - postalo veselje. Zelo rad je imel zemljepis in zgodovino, sqj je vedno sanjaril o potovnjih v tuje dežele. Rad je imel tudi tehnični pouk. Imel je izredne ročne spretnosti in je tudi doma neprestano kaj izdeloval. Iz gline je izdeloval čipke, iz nje je naredil tudi domače jaslice in jih pobarval. Največja mojstrovina pa je bilo lutkovno gledališče, sa katerim je zabaval prijatelje.
Od vseh predmetov pa je imel najraje telovadbo. Učitelj nad njim ni bil preveč navdušen, ker je bil Branko, kot se sam spominja, precej okoren, se je pa - 1. 1954, pri desetih letih - izkazal na smučarskem tekmovanju: bil je drugi na celotni šoli. Najprej so vozili smuk, nato tri km tekli na smučeh in nazadnje vozili še slalom. Tekmoval je s svojimi lesenimi smučmi in še danes težko verjame, da mu je uspel tak podvig.
Po osnovni šoli se ne bilo potrebno odločiti, v kateri srednji šoli bo nadaljeval šolanje.
Branko se je želel izučiti za mehanika, a je mama temu odločno nasprotovala, češ da bo vedno imel umazane roke in črno za nohti. Ker so živeli v skromnih razmerah, se je leta 1959 vpisal rudarsko šolo v bližnjem Velenju, kjer so dijaki lahko bivali v dijaškem domu in tam imeli tudi brezplačno hrano. Tri dni v tednu je bil pouk, tri dni delo v jami.

## Športna pot
Vivod je začel trenirati pri petnajstih letih pod vodstvom trenerja Fedorja Gradišnika v Atletskem društvu Kladivar. Na svojem prvem večjem tekmovanju leta 1962 na Gospodarskem razstavišču v Ljubljani je bos preskočil 181 centimetrov. Maja 1963 je na manjšem klubskem tekmovanju kot prvi slovenski tekmovalec preskočil dva metra, skupno je slovenski državni rekord izboljšal sedemkrat. Leta 1964 je na atletskem mitingu v Modeni z 210 centimetri postavil jugoslovanski rekord. Vseeno ga Olimpijski komite Jugoslavije ni uvrstil v reprezentanco za nastop na Poletnih olimpijskih igrah 1964 v Tokiu, čeprav bi tam s ponovitvijo dosežka zasedel peto mesto. Poškodba kolena leta 1965 ga je za več let oddaljila od vrhunskih tekmovanj. V svoji karieri je do konca kariere leta 1973 zbral osemindvajset nastopov za jugoslovansko reprezentanco. dosegel je zmagi na mednarodnih mitingih v Rimu in Pragi. Štirinajstkrat je osvojil naslov slovenskega prvaka v skoku v višino in dvakrat v deseteroboju. Njegov osebni rekord je bil 214 cm iz leta 1970. Tudi po koncu aktivne kariere je uspešno nastopal na atletskih veteranskih tekmovanjih. 

## Odlikovanja in priznanja
Leta 1966 je prejel Titovo državno odlikovanje zlata zvezda za zasluge za narod. Leta 2006 je prejel Bloudkovo plaketo za »pomemben prispevek k razvoju in popularizaciji določene športne panoge v Sloveniji«.